# Alice the Piper
Alice the Piper é um curta-metragem de animação estadunidense de 1924, lançado como parte da série Alice Comedies.